# Viața așa cum e ea
Viața așa cum e ea (titlul original în engleză Life as We Know It) este o comedie romantică din 2010 regizată de Greg Berlanti, actorii principali fiind Katherine Heigl și Josh Duhamel. Filmul a fost lansat în România pe data de 17 decembrie 2010. Va fi lansat pe DVD pe 8 februarie 2011.

## Rezumat
Holly Berenson (Katherine Heigl) este proprietara unei patiserii mici din Atlanta și Eric Messer (Josh Duhames), cunoscut ca Messer, este directorul de emisie a echipei Atlanta Hawks. După o primă-întâlnire dezastruoasă aranjată de prietenii lor cei mai buni (Peter și Alison), tot ce mai au în comun este neplăcerea de a se afla unul în preajma altuia și dragostea pentru fina lor, Sophie Christina Novak.
Oricum, după un accident de mașină devastator, care i-a omorât atât pe Peter cât și pe Alison, ei sunt lăsați ca tutorii legali ai Sophiei. Ei încearcă să arate diferențele dintre ei încă de când sunt avertizați că trebuie să se mute în casa Sophiei. Holly și Messer se străduiesc să învețe cum să aibă grijă de Sophia și cum să se înțeleagă reciproc. Acest lucru continuă și odată Holly o lasă pe Sophie cu Messer în timp ce ea susține un catering important - în aceeași noapte, lui îi este dată ocazia de a regiza un mare meci de baschet. Când Messer își pierde concentrarea din cauza plânsetului constant a lui Sophie, el se întoarce acasă ca să se certe cu Holly și pleacă pe motocicleta lui. Mai târziu se întoarce și se împacă cu Holly. Holly se duce la o întâlnire cu un doctor numit Sam (Josh Lucas) (pe care Messer îl numește "Doctorul Dragoste") care este de asemenea pediatrul Sophiei. Această întâlnire este terminată devreme când Messer sună și explică că Sophiei îi este rău. Mai târziu, Messer o vede pe Holly sărutându-l pe Sam. Viața continuă până când ei văd facturile lunare și realizează că este ceva mai greu decât se așteptaseră. Holly îi spune atunci lui Messer că din cauza veniturilor scăzute, ea nu își permite o extindere a afacerii ei, așa că Messer se oferă să îi dea bani.
Ea refuză să îi ia așa că el îi oferă ca o investiție. Perechea acceptă să se ducă la o întâlnire ca să sărbătorească și atunci când se întorc acasă termină făcând dragoste. Lui Messer îi este oferită o slujbă în Pheonix, Arizona. Din moment ce asta era tot ceea ce voia de mai mulți ani, se gândește serios să accepte mutarea, dar nu vorbește cu Holly despre asta. Când Holly aude de mutarea lui Messer la o petrecere în cartier, se supără și îi ordonă lui să se mute în Pheonix.
De Ziua Recunoștinței, Messer se întoarce în Atlanta sperând să rezolve lucrurile cu Holly, dar o găsește împreună cu "Doctorul Dragoste". El și Holly se ceartă urât în bucătărie înainte ca el să îi spună că o iubește și mereu a iubit-o. După ce Holly îi zice să continue, el pleacă la aeroport.
În acea seară, Sam îi zice lui Holly că dacă el și fosta lui soție s-ar fi certat în acel mod, el încă ar fi căsătorit și apoi pleacă. Când femeia de la Protecția Copilului apare pentru ultima programare să vadă dacă Holly și Messer sunt părinții potriviți pentru Sophie, Holly realizează că nu poate avea grijă de Sophie fără el și se duce la aeroport cu femeia de la PC. Holly află că zborul în care el se află a decolat și se întoarce acasă dezamăgită, unde, surprinsă, îl găsește pe Messer. Ei se sărută și filmul se termină cu ei stând împreună ca o familie, la aniversarea de doi ani a Sophiei.

## Distribuție
- Katherine Heigl – Holly Berenson
- Josh Duhamel – Eric Messer
- Josh Lucas – Sam („Doctor Dragoste”)
- Melissa McCarthy – DeeDee
- Hayes MacArthur – Peter Novak
- Christina Hendricks – Alison Novak
- Sarah Burns – Janine Groff
- Faizon Love – șoferul de taxi
- Will Sasso – soțul lui Miss Pennsylvania

Sophie Novak a fost interpretată de tripletele Brooke, Brynn și Alexis Clagett.